# Чарторыйский, Адам Казимир
Адам Казимир Чарторы́йский (пол. Adam Kazimierz Czartoryski; 1 декабря 1734, Данциг — 19 марта 1823, Сенява) — польский государственный деятель, глава магнатского рода Чарторыйских. Драматург, литературный и театральный критик, меценат и покровитель искусств. Князь на Клевани и Жукове, генеральный староста подольский (с 1758), комендант кадетского корпуса (с 1768), генерал-лейтенант литовской армии (1777), шеф пехотной гвардии литовской (1765—1783), маршалок Трибунала литовского (1782), фельдмаршал австрийской армии (1805). Лидер Патриотической партии (1788—1792).

## Биография
Представитель крупного магнатского рода Чарторыйских герба «Погоня». Старший сын генерального старосты подольского князя Августа Александра Чарторыйского (1697—1782) и Марии Софии Сенявской (1699—1777), внук гетмана великого коронного Адама Николая Сенявского.
Образование своё завершил за границею, путешествуя по Германии, Франции, Италии и Англии; в последней стране Чарторыйский проникся пристрастием к английским порядкам. Женился из фамильных интересов на своей племяннице Изабелле Флеминг (дочери его двоюродной сестры Антонины), наследнице громадных владений.
В 1758 году получил должность генерала земель Подольских. Играл немаловажную роль в политической жизни Речи Посполитой; был даже кандидатом на польский королевский престол, от которого отказался в пользу своего двоюродного брата, стольника великого литовского Станислава Понятовского.
С 1768 года — комендант Варшавской рыцарской школы (кадетского корпуса).
В 1773—1780 годах — член Эдукационной комиссии (Народного просвещения), оказал немаловажные услуги делу просвещения. Четырёхлетний сейм посылал его в Дрезден с поручением предложить польскую корону курфюрсту Фридриху-Августу.
Глава антикоролевской оппозиции магнатов в Польше. Затем на австрийской службе.
С 1 июля 1782 года — фельдцейхмейстер.
С 1802 года — шеф пехотного полка своего имени.
С 24 февраля 1805 года — фельдмаршал.
В 1805 году он принимал в Пулавах российского императора Александра I Павловича, что возбудило в польском обществе сильную надежду на осуществление политического плана, составленного сыном Чарторыйского, князем Адамом Ежи.
Взятый в плен князем Юзефом Понятовским во время австро-французской войны (1809), Чарторыйский переменил австрийское подданство на подданство Варшавского великого герцогства, хотя и был австрийским фельдмаршалом (с 1 января 1808). В 1812 году был маршалком Варшавского сейма.

## Награды
- Орден Святого Александра Невского (09.05.1762)

## Творчество
Написал несколько литературных произведений, из которых некоторые были напечатаны, как, например, комедии: «Panna na wydaniu» (Варшава, 1774) и «Kawa» (1779). См. L. Dębicki, «Puławy».

## Семья
19 ноября 1761 года в Волчине женился на Изабелле Флемминг (1746—1835), дочери подскарбия великого литовского и воеводы поморского графа Яна Ежи Флемминга (1699—1771) и Антонины Чарторыйской (1728—1746). Дети:
- Тереза (1765—1780)
- Мария Анна (1768—1854), жена герцога Людвика Фридриха Вюртембергского (1756—1817), в браке родился сын
  - Адам Вюртембергский
- Адам Ежи (1770—1861), был женат на Анне Софии Сапеге (1799—1864), в браке родилось 5 детей:
  - Витольд Адам (1824—1865),
  - Леон (1825—1827),
  - Владислав (1828—1894),
  - Изабелла Елизавета (1830—1899),
  - Эльжбета Мария Тереза (род. и ум. 1830).
- Константин Адам (1773—1860), два брака, 5 детей от обоих браков:
  - Адам Константин Чарторыйский (1804—1880),
  - Александр Ромуальд Чарторыйский (1811—1886),
  - Мария Сюзанна Сесилия Чарторыйская (1817—1868),
  - Константин Мариан Чарторыйский (1822—1891),
  - Ежи Константин Чарторыйский (1828—1912),
- София (1778—1837), жена с 1798 года графа Станислава Костки Замойского (1775—1856), в браке родилось 10 детей.
- Габриэла (род. и ум. 1780)